# Deobureo-minju-Partei
Die Deobureo-minju-Partei (koreanisch 더불어민주당, Transliteration: Deobureo-minju-dang, direkt ins Deutsche übersetzt: Gemeinsame Demokratische Partei oder Demokratische Partei des Miteinanders, in der Kurzform auch 더민주, Deominju, deutsch: Mehr Demokratie genannt) ist eine sozialliberale Partei in Südkorea. In Europa einschließlich Deutschland ist die Partei unter der Bezeichnung Minju-Partei bekannt, in den englischsprachigen Ländern hingegen als Minjoo-Party. Die Partei selbst bezeichnet sich auf ihrer englischsprachigen Webseite als Democratic Party of Korea (Demokratische Partei von Korea).
Die Minju-Partei stellte mit Moon Jae-in vom 10. Mai 2017 bis zum 9. März 2022 den 12. Präsidenten Südkoreas, seit dem 4. Juli 2025 stellt sie mit Lee Jae-myung erneut den Präsidenten der Republik.

## Einordnung
In der westlichen Politikwissenschaft wird die Partei als gemäßigt linkszentristisch eingeordnet.

## Geschichte
Die Minju-Partei wurde am 26. März 2014 durch den Zusammenschluss der im Jahr 2013 durch Umbenennung entstandenen Minju-Partei (민주당, Minju-dang, Demokratische Partei) und der Neue politische Vision Partei (NPVP) neu gegründet und nannte sich zuerst Sae-jeongchi-minju-yeonhap-dang (새정치민주연합, deutsch: Neue politische Allianz für Demokratie) (NPAD). Nach dem öffentlichwirksamen Austritt des Mitbegründers der Partei Ahn Cheol-soo (안철수) und einiger seiner Anhänger versuchte die Partei sich zu reformieren und benannte sich in Deobureo-minju-dang um.
Die Minju-Partei konnte bei der südkoreanischen Parlamentswahl im April 2016 die meisten Wahlkreise gewinnen und erhielt mit 123 Sitzen die relative Mehrheit im Gukhoe (국회), der koreanischen Nationalversammlung. Sie löste damit die konservative Saenuri-Partei (새누리당) ab, die mit Park Geun-hye ab 2013 die Präsidentin des Landes stellte.
Nachdem der Präsidentschaftskandidat der Deobureo-minju-Partei, Lee Jae-myung bei der Präsidentschaftswahl 2022 dem konservativen Kandidaten Yoon Suk-yeol unterlag, traten einige hochrangige Politiker von ihren Posten zurück. Darunter der Parteivorsitzende Song Young-gil. Interimsmäßig traten der Fraktionsvorsitzende Yun Ho-jung und die 26-jährige Park Ji-hyun gemeinsam das Amt des Parteivorsitzes an.

## Ziele der Partei
Die Minju-Partei hat auf ihrer englischsprachigen Webseite in dreizehn verschiedenen Kategorien folgende politischen Ziele formuliert:
1. Ökonomie: Zum Thema Ökonomie spricht sich die Minju-Partei für eine faire und innovative Marktwirtschaft des Teilens aus und möchte den Agrarsektor sowie die Fischereiindustrie stärken und Fischerdörfer in ihrer Entwicklung unterstützen.
2. Auslandsdiplomatie und Sicherheit: Die Partei möchte ein starkes Bündnis mit den USA und ein starkes, zukunftsorientiertes Sicherheitskonzept. Sie möchte die Moral der Armee stärken und die Verdienste von Veteranen stärker anerkennen. Eine friedliche und offene Diplomatie soll ihren Teil zur Völkergemeinschaft beitragen. Man verfolgt das Ziel einer ausgewogenen Handelspolitik und möchte die Rechte von im Ausland lebenden Koreanern verbessert sehen.
3. Wiedervereinigung: Hier spricht sich die Partei für die Denuklearisierung der Koreanischen Halbinsel aus und möchte einen friedvollen Staat bilden. Für eine Wiedervereinigung der beiden koreanischen Staaten soll eine Grundlage für Austausch und Kooperation gelegt und diplomatische Bemühungen verstärkt werden. Nordkorea soll in der Einhaltung der Menschenrechte und im Sozialsystem sowie wirtschaftlich unterstützt werden.
4. Soziale Sicherung: Die Partei tritt für Chancengleichheit und würdevollen Ruhestand im Rentenalter ein. Die Einführung eines sozialen Sicherungssystems ist geplant. Eine Wohnung zu haben soll zukünftig ein soziales Grundrecht sein und der Staat soll verpflichtend für die Gesundheit seiner Bürger sorgen.
5. Arbeit: Die Partei möchte gute Arbeitsplätze für junge Leute, Frauen und ältere Menschen schaffen sowie Arbeitsplätze für soziale Integration. Diskriminierung am Arbeitsplatz soll beendet werden, sichere Arbeitsplätze sollen geschaffen werden und die Beziehung zwischen Arbeitgeber und Arbeitnehmer soll auf ein eigenverantwortliches und faires Miteinander gestellt werden.
6. Politik: In der Politik soll die Korruption mit dem Ziel bekämpft werden, eine korruptionsfreie Gesellschaft zu werden. Beamte sollen zu Fairness und Transparenz angehalten werden. Mit Checks and Balances soll die Gewaltenteilung mit gegenseitige Kontrolle und Gleichgewicht der Macht im Staat gewährleistet werden. Die Partei steht für eine repräsentative und direkte Demokratie und für die Reformierung des politischen Systems.
7. Gewaltenteilung und ausgewogenes Wachstum: Die Gewaltenteilung soll durch eine Win-win-Kooperation in der Gesellschaft erreicht werden. Die kommunale Wirtschaft, deren Finanzen und Entwicklung sollen gestärkt werden. Ziel ist es, die Lebensqualität der Bürger in den Kommunen zu verbessern.
8. Bildung: Die Partei möchte faire und gleiche Bildungschancen für alle und sozial Benachteiligte in Sachen Bildung unterstützen. Die Bildung von akademischen Cliquen soll verhindert werden und das Auswahlsystem in der Bildung chancengleich gestaltet werden. Die Qualität der Hochschulbildung soll verbessert werden und die Philosophie eines lebenslangen Lernens etabliert werden.
9. Gleichstellung: Ziel ist es, die Gleichstellung von Frauen und Männern in der koreanischen Gesellschaft zu erreichen und unterprivilegierten Menschen, Behinderten, Immigranten und Minderheiten einen Platz in der Gesellschaft zu bieten. Kinder, Jugendliche und Senioren sollen zeit ihres Lebens betreut werden.
10. Kultur, Kunst, Sport: Die Meinungsfreiheit und Weltoffenheit soll in Kultur, Kunst und Sport sichergestellt werden und Autonomie sowie die Kulturindustrie gefördert werden.
11. Wissenschaft und Technologie: In diesem Bereich möchte die Partei den Stolz von Wissenschaftlern und Ingenieuren sowie die Forschungsrahmenbedingungen verbessern und ein wirksames Forschungs- und Entwicklungssystem schaffen. Es soll ein Wissenschaftsministerium und Grundlagen für eine innovative Wirtschaft geschaffen werden.
12. Umwelt und Energie: Die Partei verpflichtet sich auf die Schaffung einer nachhaltigen Energieerzeugung und einer Wirtschaftsstruktur mit innovativer Nutzung von Ressourcen. Sie möchte eine Umweltpolitik betreiben, die nach dem Vorsorgeprinzip aufgebaut ist und proaktiv auf den Klimawandel reagiert. Kooperationen im Umweltbereich zwischen nördlichen und südlichen Staaten sind angestrebt.
13. Presse und Medien: Die Minju-Partei garantiert die Medien- und Pressefreiheit, möchte die Rechte der Nutzer stärken und ein Wirtschaftssystem für die Medien schaffen, in dem Fairness und gegenseitiger Nutzen im Vordergrund stehen.